# اورلیان
اورلیان با نام کامل لوسیوس دومیتیوس اورلیانوس (به لاتین: Lucius Domitius Aurelianus) (زادهٔ ۱۴ سپتامبر ۲۱۴ یا ۲۱۵ - درگذشتهٔ ۲۷۵) امپراتور روم از ۲۷۰ تا هنگام مرگش در ۲۷۵ میلادی بود. او در طول دوران فرمانروایی‌اش امپراتوری روم را که در زیر فشارهای ناشی از تجاوزات خارجی و شورش‌های داخلی، عملاً از هم پاشیده‌بود، دوباره متحد ساخت و لقب «رستیتوتور اوربیس» به‌معنای احیاگر حکومت را دریافت داشت.

## زندگی‌نامه

### سال‌های آغازین
لوسیوس دومیتیوس اورلیانوس در ۱۹ سپتامبر ۲۱۴ یا ۲۱۵ در خانواده‌ای فقیر در موئسیای سفلی در شبه‌جزیره بالکان زاده شد و از آنجا که پدر کشاورزش در خدمت سناتوری ثروتمند به‌نام اورلیوس بود، نام خانوادگی آنان نیز از نام او گرفته شد.
اورلیان زندگی نظامی را برگزید و به ارتش پیوست. او خدمتی متمایز از خود در منطقهٔ مرزی دانوب به نمایش گذارد و با پیمودن مدارج نظامی به فرماندهی ارتش رسید. او و همکارش کلودیوس گوتیکوس در فاصلهٔ ۲۵۳ تا ۲۶۸ فرماندهی سواره‌نظام گالینوس، امپراتور وقت را برعهده داشتند و هنگامی که اورئولوس، از فرماندهان نظامی در ۲۶۸ بر گالینوس شورید و ادعای امپراتوری کرد، اورلیان فرماندهی سواره‌نظام را در ایتالیا برعهده داشت. گالینوس برای سرکوب شورش اورئولوس، مدیولانوم (میلان امروزی) را به محاصرهٔ خود درآورد و اورلیان نیز در این محاصره شرکت داشت. با این حال او نیز به توطئه‌گرانی که نقشهٔ قتل امپراتور را می‌کشیدند، پیوست و گفته می‌شود نقشهٔ دادن هشدار خطر دروغین در شب برای بیرون کشاندن امپراتور از چادرش و کشتن او، به اورلیان بر می‌گردد و با همین نقشه، آدمکشان توانستند گالینوس را به قتل برسانند.

### رسیدن به امپراتوری
مشخصاً اورلیان مدعی جایگاه امپراتوری بود، اما کلودیوس گوتیکوس در برابر اورلیان که در امور انضباطی بسیار سختگیر بود، محبوبیت بیشتر داشت و با عنوان کلودیوس دوم در ۲۶۸ میلادی بر تخت نشست. با این حال او با دادن مقام بالای مجیستر اکوئیتوم به اورلیان، او را به احتمالاً قدرتمندترین شخصیت نظامی امپراتوری روم بدل ساخت. دو سال بعد در ۲۷۰ و هنگامی که کلودیوس آمادهٔ نبرد با وندال‌ها می‌شد، به طاعون مبتلا شد و درگذشت. با مرگ کلودیوس، برادرش کوئینتیلوس جانشین او شد. احتمال اینکه کلودیوس او را وارث خود نامیده باشد، اندک است و گمان می‌رود سپاهیان و سنای روم بار دیگر او را به اورلیان سختگیر ترجیح داده بودند.
اما اورلیان این بار سریع عمل کرد و پس از دفع حملات گوت‌ها که آنکیالوس و نیکوپولیس را به محاصرهٔ خود درآورده بودند، به پایگاهش در سیرمیوم بازگشت و در اوت ۲۷۰ خود مدعی تاج و تخت امپراتوری شد و بیان داشت که کلودیوس او را برای این امر در نظر گرفته بود. پس از این ادعا کسی جرأت مخالفت با قدرتمندترین شخصیت نظامی امپراتوری را نیافت و خیلی زود تمامی نیروها به او پیوستند. در نتیجه کوئینتیلوس که اینک تنها در آکیلیا باقی‌مانده بود، دست به خودکشی زد. ژان انتاکیه‌ای و زوناراس خودکشی او را تأیید می‌کنند، اما جروم معتقد است که کوئینتیلوس را به قتل رساندند.

### درگیری با بربرها
با مرگ کوئینتیلوس اینک اورلیان تنها امپراتور وقت بود و در این زمان توجهش را معطوف خطر گوت‌ها نمود. گوت‌ها مردمی ژرمنی بودند که در آن زمان با عبور از گذرگاه برنر، به شمال ایتالیا می‌تاختند. با این حال آنان پس از شنیدن خبر لشکرکشی اورلیان به سویشان عقب‌نشینی نمودند، اما اورلیان سریع‌تر بود و توانست بربرها را به چنگ آورد و به‌سختی شکست دهد. در نهایت بربرها به آن سوی رود دانوب گریختند و از آنجا که رومیان پیش‌تر به آنان باجی پرداخته بودند تا جلوی حملاتشان را بگیرند، این بار اورلیان آنان را مجبور به امضای عهدنامهای با شرایط او و بدون هیچ‌گونه باج‌دهی به بربرها نمود.
اورلیان سپس به رم بازگشت و درآنجا علی‌رغم بی‌میلی رُمیان، رسماً به امپراتوری رسید. با این حال او وقتی برای تلف کردن در آنجا نداشت و بی‌درنگ به سمت شمال که مورد هجوم وندال‌ها و سرمتی‌ها قرار گرفته بود، حرکت کرد. در آنجا او موفق به شکست بربرها در سال ۲۷۱ شد و پس از آنکه نظر سپاهیانش در مورد اسیرشدگان را پرسید، به آنان اجازهٔ بازگشت به سرزمین خودشان را داد. با این حال وندال‌ها پس از آنکه تعدادی از افرادشان را گروگان گذاشتند و ۲۰۰۰ سوارکار نیز به ارتش روم دادند، اجازهٔ عقب‌نشینی به آن سوی دانوب را یافتند.
اما بحران حملات بربرها هنوز پایان نیافته بود و این بار آلامان‌ها، گوت‌ها و مارکومان‌ها پیش از آنکه عقب‌نشینی وندال‌ها کامل شود، به امپراتوری روم حمله کردند و شمال ایتالیا یک بار دیگر درگیر جنگ با بربرهایی شد که از آلپ به سوی آن سرازیر شده بودند. اورلیان به‌سرعت به ایتالیا بازگشت و با نیروهای دشمن در پلاچنتیا روبه‌رو شد، اما لژیونهای او در آن زمان توان مقابله با این نیروی بربر را نداشتند و این بار اورلیان در نبرد با آنان در ۲۷۱ به‌سختی شکست خورد. به‌دنبال این اتفاق شایعات گوناگونی در رم پیچید و شورش‌هایی که بدون شک، سناتورهای مخالف اورلیان در بروزشان نقش داشتند، اتفاق افتاد.
با این‌حال اورلیان هنوز با شکست کامل فاصله داشت، به ویژه که در آن هنگام بربرها دست به حرکتی اشتباه زدند. آن‌ها به طمع تصاحب زمین‌های بیشتر، ارتش عظیمشان را به چند بخش کوچکتر تقسیم کردند و بدین ترتیب برتری مورد نظر اورلیان برای سپاهیان او حاصل شد. او ارتشش را حرکت داد و موفق شد طی نبرد فانو، این نیروهای کوچک را یکی پس از دیگری شکست دهد. تعداد اندکی از بربرها توانستند به سوی آلپ بگریزند اما اورلیان آنان را تعقیب نکرد چون در آن زمان حضورش را در رم حیاتی‌تر می‌دید.

### سرکوب شورش‌های داخلی

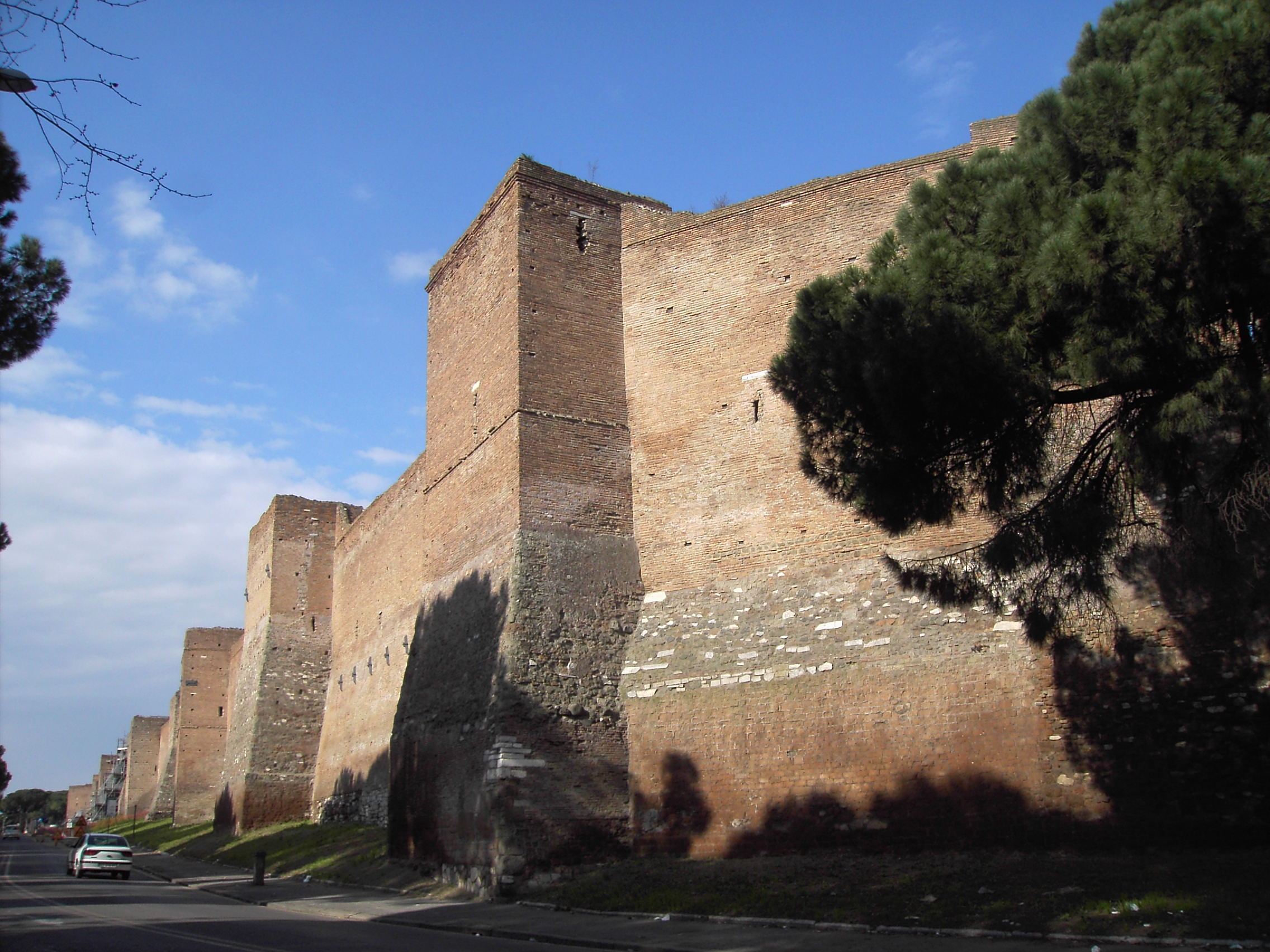
بخشی از دیوار اورلیان

شورش‌ها همچنان ادامه داشت و اصلی‌ترینشان شورش ضرابان سکه‌ای بود که همراه با حامیان خود در تپهٔ کیلیان به‌سر می‌بردند. در مورد آنان این ظنِ احتمالاً درست وجود دارد که آن‌ها با کاستن از فلزات گرانبهای مورد نیاز در ضرب سکه، سود بیشتری را نصیب خود می‌ساختند. با این حال هنگامی که اورلیان به رم رسید با خشونت تمام به سرکوب شورشیان پرداخت و هزاران نفر تنها در تپهٔ کیلیان جان خود را از دست دادند. اورلیان سپس چندین نفر از سناتورها را که عامل اصلی این شورش‌ها می‌دانست اعدام نمود یا اینکه اموالشان را مصادره کرد. در عین حال اورلیان که می‌دید حملات خارجی به برانگیخته‌شدن شورش‌های داخلی کمک می‌کند کار ساخت دیوار جدیدی در اطراف رم را در ۲۷۱ آغاز نمود که این دیوار پس از ساخت، دیوار اورلیان نام گرفت.
حکومت اورلیان در این مدت از سوی مدعیان امپراتوری نیز مورد تهدید قرار گرفته بود و در فاصلهٔ ۲۷۱ تا ۲۷۲، سپتیموس در دالماتیا، دومیتیانوس در جنوب گل و اوربانوس در جای دیگری از امپراتوری سر به شورش برداشته و خود را امپراتور نامیده بودند. با این حال این تهدیدات چندان جدی نبود و حکومت آنان برای مدت طولانی دوام نیاورد. اما خطر اصلی از جانب سرزمین‌هایی بود که پیشتر از امپراتوری روم جدا شده و به‌صورت مستقل درآمده و امپراتوری گل به فرمانروایی تتریکوس در غرب و پالمیرا به فرمانروای ملکه زنوبیا در شرق را تشکیل داده بودند.

### درگیری با گل و پالمیرا و یکپارچه‌سازی روم
اورلیان تنها راه مقابله با خطر گل‌ها و پالمیرا را از بین بردن این دو سرزمین می‌دانست و نخست درصدد نابودی پالمیرا برآمد زیرا این کشور مصر و ذخیرهٔ غلات آن را در کنترل خود داشت.
اورلیان در بهار ۲۷۲ لشکرکشی‌اش به سمت شرق را آغاز کرده بود. او در مسیر خود دسته‌هایی از گوت‌های غارتگر را از تراکیه بیرون راند و سپس با عبور از دانوب توانست آنان را در جنگ‌های بزرگ بسیاری شکست دهد. او سپس حرکتش به سمت شرق را ادامه داد و بدون هیچ مشکلی وارد آسیای صغیر شد. تنها شهری که در برابر او مقاومت کرد تیانا بود که اورلیان آن را در ۲۷۲ فتح نمود. با این حال او به سپاهیانش اجازهٔ غارت آنجا را نداد و با این کارش به دیگر مناطق جداشده از روم فهماند که اگر دوباره به امپراتوری بپیوندند مجازات نخواهند شد. این تدبیر اورلیان نتیجه‌بخش بود و چندین شهر یونانی و تمامی استان‌های مصر بدون درگیری به خاک روم پیوستند.

امپراتوری روم در حدود سال ۲۷۱ میلادی: رنگ سبز:امپراتوری گل رنگ قرمز:امپراتوری روم رنگ زرد:امپراتوری پالمیرا.

سپاهیان روم در سوریه با قوای اصلی پالمیرا روبرو شدند و اورلیان توانست آنان را در ایمیه در ۲۶ کیلومتری انطاکیه شکست دهد. پس از آن پیروزی دیگری نیز در امسا به‌دست آمد که به تسلیم پالمیرا و دستگیری زنوبیا در ۲۷۲ انجامید. اورلیان سپس به سمت اروپا حرکت کرد اما پالمیرایی‌ها در ۲۷۳ سر به شورش برداشته و سربازان رومی را کشتند. اورلیان در آن زمان مشغول لشکرکشی علیه کارپی‌ها در دانوب بود اما با دریافت این خبر فوراً به سوریه بازگشت و شهر را تصرف نمود. او این بار هیچ شفقتی از خود نشان نداد و پالمیرا غارت، تخریب و نابود شد.
پس از آن اورلیان به سمت امپراتوری گل به فرمانروایی تتریکوس حرکت کرد. اما تتریکوس که خود درگیر حملات ژرمن‌ها و شورش‌های داخلی بود مخفیانه توافقنامه‌ای را با اورلیان به امضا رساند و در نبرد شالون با ترک سپاهیانش به اردوگاه رومیان پیوست. بدین ترتیب سپاه گل‌ها که بدون فرمانده مانده بود شکست خورد و اورلیان به پاداش این کار تتریکوس او را به فرمانداری لوکانیا منصوب کرد.
بدین ترتیب اورلیان در مدت زمان کوتاهی نه تنها امپراتوری روم را از خطر متجاوزان خارجی در امان داشته بود، بلکه با بازگرداندن مناطق جداشدهٔ امپراتوری به آن دوباره روم را به صورت سرزمینی یکپارچه درآورده بود. بسیاری از معاصرین اورلیان به او لقب مانو آد فروم به معنای مشت آهنین را داده بودند اما پس از این پیروزی‌ها سنا به او لقب رستیتوتور اوربیس به‌معنای احیاگر جهان را اعطا نمود.

### اقدامات داخلی
اورلیان دست به اصلاح سیستم پولی امپراتوری زد و درآمدهای اضافی حاصل از این اصلاحات و استان‌های بازپس‌گرفته‌شده موجب شد تا خزانهٔ کشور در وضعیت مطلوبی قرار گیرد. همچنین اقداماتی در جهت کاهش اختلاس، اخاذی و فساد در میان مقامات حکومتی صورت پذیرفت.
در زمان حکومت او قیمت نان در رم تنظیم گردید و توزیع نان رایگان همراه با جیره‌ای از گوشت خوک، نمک و روغن بازسازماندهی شد. بستر رود تیبر لایروبی گردید و سواحلش بازسازی شد. همچنین در این زمان رم بخشی از شکوه گذشته‌اش را بار دیگر به‌دست‌آورد.

### درگذشت
در ۲۷۵ اورلیان برای سومین بار به مقام کنسولی رسید، شورش‌هایی در گل را سرکوب کرد و با بربرهای متجاوز در ویندلیکیا در جنوب آلمان امروزی جنگید. او سپس تصمیم گرفت تا میان‌رودان را که اینک در کنترل ساسانیان قرار داشت بار دیگر فتح نماید و در نتیجه در تابستان ۲۷۵ به سوی مرزهای شرقی لشکر کشید. هنگامی که امپراتور به تراکیه رسید دریافت که منشی خصوصی‌اش به نام اِروس، دربارهٔ موضوع کوچکی به او دروغ گفته‌است. اروس که از موضع اورلیان دربرابر فساد آگاه بود و از تنبیه امپراتور در مورد خود وحشت داشت به‌دروغ به تعدادی از پرتورینهای ارشد گفت که اورلیان می‌خواهد آن‌ها را اعدام نماید. فریبکاری اروس موفقیت‌آمیز بود و آنان اورلیان را در سپتامبر یا اکتبر ۲۷۵ در کینوفروریوم (مابین پرینتوس و بیزانتیوم) به قتل رساندند.
پس از درگذشت اورلیان، همسرش اُلپیا سِوِرینا که پیشتر در ۲۷۴ عنوان آگوستا را از امپراتور دریافت داشته بود برای مدت کوتاهی بدون هیچ امپراتوری در سکنه قدرت، تمامی زمام امور را با قدرت خودش در دست گرفت تا آنکه سنای روم به دستور اُلپیا سِوِرینا، تاسیتوس را به جانشینی امپراتور فقید برگزید.